# Minh Tuyền
Minh Tuyền (1916 - 2001), tên thật là Hoàng Chí Trị (trong tập Hương sắc Yên Hòa ghi là Hoàng Trí Trị); là nhà thơ Việt Nam thời tiền chiến. Theo tài liệu, thì ông chính là một "cây bút thi sử" của tạp chí Tri tân, đồng thời là "Thi chủ", là "đại biểu" của trường phái thơ triết học ở Việt Nam thời bấy giờ.

## Tiểu sử
Ông sinh năm 1916 tại làng Cót; nay thuộc phường Yên Hòa, quận Cầu Giấy, thành phố Hà Nội.
Chưa biết nhiều về thân thế và quãng đời cầm bút của ông. Chỉ biết ông có bằng tú tài và từng làm thư ký tại Phủ Toàn quyền Đông Dương tại Hà Nội trước 1945. Ông vốn say mê văn chương, đặc biệt là thơ, và có mối thâm tình với nhà nghiên cứu Hoa Bằng (Hoàng Thúc Trâm), vì ông là em họ, là đồng hương, và là một cây bút trên tạp chí Tri tân (Hà Nội) do Hoa Bằng làm Chủ bút...Về sau (1944), cũng chính Hoa Bằng là người viết lời tựa cho tập thơ Phấn đấu của ông.
Năm 1943, Minh Tuyền cho đăng bài "Triết thi" (Poédie philosophique) và cho đăng trường ca Tạo hóa và Nhân loại (cả hai đều đăng trên báo Tri tân) làm theo lối thơ ấy. Tuy không "may mắn sinh tồn", nhưng đây là "một trường thơ lạ, là một sáng kiến lớn lao, đánh dấu một hướng đi di biệt" .
Năm 1965, tại Sài Gòn, GS.Phạm Thế Ngũ đã trích giới thiệu một số đoạn trong trường ca vừa kể trong cuốn Việt Nam văn học sử giản ước tân biên (quyển 3), đồng thời xếp thơ ông vào khuynh hướng "thơ triết" trong tiến trình phát triển của văn học Việt ở giai đoạn 1940-1945.
Năm 1968, nhiều đoạn trong trường ca Tạo hóa và Nhân loại của ông lại được giới thiệu trong Việt Nam thi nhân tiền chiến (quyển trung) xuất bản tại Sài Gòn.
Ngoài những sáng tác theo lối triết học, Minh Tuyền còn là "cây bút thi sử" của tạp chí Tri tân .
Sau năm 1975, ông có nhiều năm vào sống ở Sài Gòn và gặp gỡ nhiều văn nghệ sĩ trong đó có GS.Phạm Thế Ngũ,và được một gia đình yêu thơ trao lại nguyên bản tập thơ "Phấn đấu" xuất bản năm 1944 ở Hà Nội,nhờ dó Ông đã hiệu đính lại trường ca "Tạo hóa và Nhân loại". 
Năm 1981, ông xuất bản tập thơ "Tranh đấu" (Nhà xuất bản Đồng Nai) và biên soạn lại tập thơ "Một tiếng tơ" gồm các bài thơ sáng tác rải rác trong những năm từ 1929 đến 1942. Ngoài ra, ông cũng hoàn thành tập thơ "Quê Hương" viết về Làng Cót (Yên hòa - Hà nội).
Năm 2001, ông mất tại quê nhà, hưởng thọ 85 tuổi.

## Tác phẩm
Tác phẩm của Minh Tuyền đã xuất bản có:
- Phấn đấu: tập thơ, xuất bản tháng 8 năm 1944 tại Hà Nội.
- Tranh đấu: tập thơ, Nhà xuất bản Đồng Nai, 1981.

Ngoài ra, ông còn có một số bài viết và thơ đăng báo. Đáng chú ý có:
- Triết thi: bài viết đăng trên tạp chí Tri tân số 118, ra ngày 28 tháng 10 năm 1943.
- Tạo hóa và Nhân loại: trường ca dài hơn 600 câu thơ, đã đăng tạp chí Tri tân, 1943.
- Trần Bình Trọng: dài 220 câu thơ,đăng trên tạp chí Tri tân năm 1942, trong Việt Nam thi nhân tiền chiến (quyển trung, xuất bản tại Sài Gòn năm 1968) có in lại đầy đủ bài này.
- Hát Giang trường lệ: dài 150 câu thơ,đăng trên tạp chí Tri tân năm 1942.

Năm 1992, trong tập "Thơ mới 1932-1945, tác giả và tác phẩm" do Lại Nguyên Ân và Ý Nhi biên soạn, có chọn in 5 bài thơ của Minh Tuyền từng đăng tạp chí Tri tân, đó là các bài: "Hồn mộng", "Hát Giang trường lệ", "Sóng Bạch Đằng", "Chơi thuyền", "Hy vọng". 
Năm 2000, truyện "Lòng sương phụ" và bài bút ký "Thăm trại thanh niên Tương Mai" đăng trên tạp chí Tri tân năm 1942 của ông cũng được đưa vào tập "Truyện và ký - Tạp chí Tri tân, 1941-1945" (trang 47 và 220) do Hội Nhà văn Việt Nam xuất bản. 
Năm 2009, trong tập thơ chọn lọc chào mừng nghìn năm Thăng Long - Hà nội "Tràng An một thủa" (Nhà xuất bản Hội nhà văn Việt Nam), Gia Dũng cũng đã tuyển chọn bài thơ dài "Hát Giang trường lệ" của Minh Tuyền.
Ngoài ra, thân thế và một số bài thơ của nhà thơ Minh Tuyền cũng đã được giới thiệu trong tập thơ Hương sắc Yên Hòa ở quê hương ông...

## Quan niệm về triết thi
Tạp chí Tri tân số 118, ra ngày 28 tháng 10 năm 1943 có đăng bài Triết thi của Minh Tuyền. Trích một đoạn: 
Triết thi, hay là thơ triết học, là một thể thơ có mục đích phô diễn những quan niệm về tạo hóa, về vũ trụ, về thời gian, về nhân sinh...
...Hiển nhiên là trong kho tàng thi ca nước ta, ai cũng có thể lượm lặt được rất nhiều câu thơ có nghĩa lý vừa thâm trầm, vừa cao siêu, khi đọc lên rất du dương, nhuần thấm; thuộc về phạm vi tâm lý, hoặc luân lý, hoặc tôn giáo, hoặc xã hội; nhưng đấy chỉ là những mầm mống thưa thớt, tản mát...Những kinh, kệ, những bài giáo huấn viết bằng văn vần hoặc để truyền giáo, hoặc để dạy luân lý không thể liệt vào triết thi được nếu không có tính cách tổng quan và phổ biến của triết học, và không có đối tượng của siêu hình học...
Có người nói: "Giữa lúc văn xuôi còn lúng túng, lộn xộn trong biên soạn sách triết học, Triết thi ra đời, tất nhiên là sớm quá, khó mà đạt được mục đích". Câu nói đó không phải không có lý. Nó càng hữu lý khi triết thi rơi vào tay những người xưa nay chỉ quen đọc thơ trữ tình ủy mị, có những vần thơ êm như gió, nhẹ như mây, để được khoái tai, để giải trí, để ru hồn. Gặp triết thi họ đọc một vài câu đầu họ đã muốn vứt đi cho rồi...
...(Tuy nhiên), người viết triết thi nhận thấy rằng: Trong cái trạng thái triết học hiện thời của văn học nước ta, triết thi cần phải được chú ý đến, được rèn luyện nhiều tay, được xuất hiện bất cứ thời kỳ nào của triết học, và chúng ta chỉ nên e muộn chớ không nên lo sớm quá, còn thi gia và nhà xuất bản thì chẳng nên quan tâm thắng bại, chỉ nên chú trọng vào chỗ sốt sắng, chỗ tận tâm, chỗ hy sinh của cách sử dụng cây bút. Vì chỉ có bại của cá nhân nọ đến cá nhân kia, của thế hệ nọ đến thế hệ kia, mới nảy ra cái thành công rực rỡ vẫn mơ màng ngóng đợi...

## Nhận xét
Trích đánh giá của:
- Nhà nghiên cứu Hoa Bằng (Hoàng Thúc Trâm):

Tác giả là người ở cái thế hệ tân học, phải chịu chung những điều kiện sinh hoạt của xã hội thực tại, nhưng tác giả đã chọn được một con đường để đi riêng trên thi đàn. Nẩy một phản động lực trước cái phong trào thơ ủy mị, Minh Tuyền mải miết đi tìm những vần hùng tráng để hoặc ca tụng những cuộc chiến thắng, hoặc than tức những khúc bại trận trên trang Việt sử ngàn thu...Đẫm màu lịch sử, tác giả nhen trầm trong lò để do đó tỏa ra mùi hương ngạt ngào trên bàn thờ Tổ quốc... Tác giả còn có những bước táo bạo và "mạo hiểm": dám xông vào con đường gian lao, côi quạnh, tìm những bần thơ triết lý bao gồm quan niệm về Tạo hóa, về Vũ trụ, về Nhân sinh... Và, một đôi khi lại hăng hái nhuộm thơ bằng màu sắc khoa học. Nói tóm lại, tác giả "Phấn đấu" đã kéo thơ đi theo con đường "vị nhân sinh" để nâng nghệ thuật lên đỉnh cao lý tưởng (trích bài tựa viết cho tập thơ Phấn đấu).
- GS. Phạm Thế Ngũ:

Khác với nhóm Xuân Thu chủ trương trục xuất lý trí và suy luận ra khỏi thơ, một phái khác muốn dùng thơ để đạo đạt những suy tư triết lý, tạo ra một khuynh hướng khác: khuynh hướng thơ triết, mà đại biểu là Minh Tuyền.
...Lối thơ triết này đưa chúng ta rời xa cái giọng đạo tình lãng mạn "anh anh, em em, thương thương, nhớ nhớ" lải nhải trong bảy tám năm của phong trào thơ mới. Nó ứng đáp với một nhu cầu của thời đại, như cầu suy tư và tìm đường...
- Nguyễn Tấn Long và Nguyễn Hữu Trọng:

Đây là một trường thơ lạ, mối lối thơ tuy không may mắn sinh tồn trong thời tiền chiến, nhưng phải kể là một sáng kiến lớn lao, đánh dấu một hướng đi di biệt mà nền thi ca đất nước không thể bỏ qua, và người yêu thơ không thể không biết đến...
...Nếu phái lãng mạn được nhiều thi nhân phụ họa và chiếm được nhiệt tình của tuổi trẻ…thì phái thơ Triết học thật là vắng vẻ, tịch mịch. Một giáo phái, một giáo chủ! Triết thi chết ngay sau mười tiếng chào đời. Nó thất bại, nguyên nhân không vì ở chỗ thấp kém của nó, mà chính ở chỗ cao viễn của nó...Bản tính thi sĩ vốn đa cảm đa sầu, nên thơ của họ là sự hòa hợp giữa rung động và tâm tình mà tạo ra nhạc và lời. Triết thi lại là sự phối hợp của nhạc và trí, nên nó vấp phải cái "ngược chiều của tình cảm"...Cho nên triết thi xa cách đại chúng, hay đại chúng hững hờ triết thi cũng thế...

## Thơ Minh Tuyền (trích)
Bài trường ca Tạo hóa và Nhân loại dài trên 600 câu thơ mới (mỗi câu 8 chữ, vần gieo biển đổi, gồm 11 đoạn). Đại ý nói lên những suy nghĩ của tác giả về kiếp người: sinh trong lòng tạo hóa, song nhận sứ mệnh chinh phục tạo hóa. Một cuộc chinh phục gian nan cao cả và thành công được phần nào là nhờ ở khối óc, ở ý thức...Theo GS. Phạm Thế Ngũ, toàn bài "tuy nhiều khi khúc mắc gò ép, nhưng cũng có lắm đoạn giàu âm điệu phấn chấn, ý tứ tân kỳ". Dưới đây là đoạn 1 của bài trường ca ấy. 
| Còn nhớ lúc tâm thần như trống rỗng, Một mình ta, trơ trọi giữa đêm khua, Rảo chân bước vu vơ trên đồng rộng, Mảnh không gian đen đặc chứa ly kỳ. Chẳng một tiếng dế kêu trong khóm cỏ, Tiếng ve than rên rỉ với cành sương, Tiếng rắn thở phì phào trong cổ mộ, Tiếng xạt xào lau lách mé Tô giang! Thôn đã ngủ, say mê, không chó sủa, Nước sông trôi, lặng lẽ bởi vì đâu? Cây im tiếng, dứt tình vương vít gió, Khoảng mông lung chan chứa biết bao sầu? | Ta muốn gặp yêu tinh hay quỷ sứ, Hay ma trơi cùng thánh chúa thiêng liêng, Ta muốn gặp oan hồn cô thiếu nữ, Xót thân ngồi gở mối tơ duyên. Ta muốn gặp đấng anh hùng muôn thuở Đã bao phen vùng vẫy chốn trần ai. Ta muốn gặp tất cả người thiên cổ, Để cho ta chuyện vãn một đôi lời, Để ta hỏi: "Dương gian và địa phủ Có những gì khác lạ đáng ghi chung? Và kẻ chết hóa thân ra cây cỏ, Đến nay còn lưu luyến kiếp người không?"... |

Thi sĩ mô tả giờ chết của con voi Ma-mút (Mammouth) ở kỷ băng hà:
| Rừng rậm khoác sương the yên giấc ngủ, Ánh trăng thanh len lỏi xuống âm u. Mơ theo suối, trông giăng nằm ủ rũ Như lặng chờ hơi thở gió vi vu, Một lão thú sù sì lông đen nhánh, Cặp ngà to cong vắt, tuyết sương pha, Bốn chân quỵ, vòi lìa, sờ sỏi lạnh Với rêu trơn, đá rạn nẩy chồi hoa, Muốn nhỏm dậy tới dòng suối quạnh, Hút nước trong, tắm mát tấm can tràng | …………………………………………. Buồn bã quá, lim dim đôi mắt híp, Để vòi yên, thõng xuống mé phương khê, Không nhúc nhích, thú ta nằm thiêm thiếp, Giải đuôi dài, khẽ thở, đuổi hôn mê ………………………………………… Lão Ma-mút lắc lư tai quạt vá, Rồi nghiêng nhìn trời thẳm – khấn cao siêu ! Ôi thê thảm ! lệ sương rơi tầm tã, Giống tàn theo bóng trăng tàn, tàn theo …. |

Bài Trần Bình Trọng dài 220 câu thơ mới, mỗi câu 8 chữ, vần gieo biến đổi. Trích đoạn tướng Trần Bình Trọng đã khảng khái trả lời khi nghe Thoát Hoan dụ hàng.
| ...Thôi chớ lấy vinh hoa trong hiện tại, Mà mơ mòng đốn tỏa chí tương lai! Đâu có dễ khí cương cường vạn đại, Phải tan đi một khắc bởi dăm lời! Ta có thể đầu rơi, xương thịt nát, Tản thành hơi, mất tích với thời gian. Nhưng tin tưởng ở lòng ta bất diệt, Như trăng sao soi rọi cõi trần hoàn. Ta tin tưởng cùng Dương cầu, giống Việt, Giống anh linh, hào kiệt, đứng muôn năm. | Dù có trải những thế tình ác liệt, Như theo dòng sa đọa để tiêu trầm. Ta nay đã hổ danh mang tiếng bại, Chỉ trông đường chờ chết để đền ơn. Ơn Thánh đế, ơn sinh thành, giảng dạy, Ơn đồng bào trông cậy lúc nguy nan. Ta vui được làm ma vô thủ cấp, Sẽ lang thang, cuồng chạy dưới trời Nam, Còn vương bá với công hầu đất Bắc, Ta đâu thèm! Bây nói lắm thêm nhàm!... |

## Sách tham khảo
- Phạm Thế Ngũ, Việt Nam văn học giản ước tân biên (quyển 3). Quốc học tùng thư xuất bản, Sài Gòn, 1965.
- Nguyễn Tấn Long - Nguyễn Hữu Trọng, Việt Nam thi nhân tiền chiến (quyển trung). Nhà xuất bản Sống Mới, Sài Gòn, 1968.